# Riserva della biosfera di Repetek
La riserva della biosfera di Repetek è un'area protetta (zapovednik) del Turkmenistan situata nella parte centrale del Karakum orientale, 70 km a sud della città di Türkmenabat. Si estende su un'area di 34.600 ettari. Venne creata nel 1928 su quella che era una struttura già esistente, la stazione di ricerca delle Sabbie di Repetek, che era stata fondata nel 1912. Scopo dell'istituzione della riserva era quello di preservare e studiare un ambiente desertico praticamente incontaminato.
La riserva è stata inclusa nel sito seriale Deserti freddi invernali del Turan, iscritto nel 2023 nella lista dei patrimoni dell'umanità dell'UNESCO.

## Geografia e clima
Il paesaggio della riserva è arido, con vaste creste di dune sabbiose che in molte aree possono raggiungere i 15-20 m di altezza e gli 8-10 km di lunghezza, intervallate a depressioni ampie alcune centinaia di metri e lunghe 3-7 km. Il clima è tra i più caldi dell'intero Turkmenistan. Le temperature massime possono raggiungere i 50 °C, e le precipitazioni medie sono dell'ordine dei 114 mm annui.
| Riserva della biosfera di Repetek | Mesi  | Mesi  | Mesi  | Mesi  | Mesi  | Mesi  | Mesi  | Mesi  | Mesi  | Mesi  | Mesi  | Mesi  | Stagioni | Stagioni | Stagioni | Stagioni | Anno    |
| Riserva della biosfera di Repetek | Gen   | Feb   | Mar   | Apr   | Mag   | Giu   | Lug   | Ago   | Set   | Ott   | Nov   | Dic   | Inv      | Pri      | Est      | Aut      | Anno    |
| --------------------------------- | ----- | ----- | ----- | ----- | ----- | ----- | ----- | ----- | ----- | ----- | ----- | ----- | -------- | -------- | -------- | -------- | ------- |
| T. max. media (°C)                | 7,3   | 10,5  | 17,4  | 25,6  | 32,3  | 37,8  | 39,8  | 37,5  | 32,1  | 23,8  | 16,6  | 9,8   | 9,2      | 25,1     | 38,4     | 24,2     | 24,2    |
| T. media (°C)                     | 1,5   | 4,1   | 10,3  | 18,1  | 24,3  | 29,5  | 31,8  | 29,0  | 22,4  | 14,6  | 8,6   | 3,7   | 3,1      | 17,6     | 30,1     | 15,2     | 16,5    |
| T. min. media (°C)                | −3,0  | −1,1  | 4,3   | 10,9  | 14,9  | 18,3  | 21,3  | 18,2  | 11,4  | 5,7   | 1,9   | −1,0  | −1,7     | 10,0     | 19,3     | 6,3      | 8,5     |
| Precipitazioni (mm)               | 19    | 14    | 27    | 20    | 9     | 1     | 0,2   | 0,2   | 0,4   | 5,0   | 10,0  | 17,0  | 50,0     | 56,0     | 1,4      | 15,4     | 122,8   |
| Giorni di pioggia                 | 7     | 6     | 6     | 6     | 4     | 1     | 0     | 0     | 0     | 2     | 4     | 6     | 19       | 16       | 1        | 6        | 42      |
| Umidità relativa media (%)        | 69    | 63    | 54    | 47    | 33    | 24    | 24    | 24    | 31    | 43    | 57    | 69    | 67       | 44,7     | 24       | 43,7     | 44,8    |
| Ore di soleggiamento mensili      | 136,9 | 151,7 | 197,7 | 235,8 | 321,6 | 376,8 | 390,2 | 372,1 | 319,1 | 267,3 | 195,2 | 131,8 | 420,4    | 755,1    | 1 139,1  | 781,6    | 3 096,2 |

## Flora
La vegetazione è quella tipica del Karakum, e comprende il saxaul bianco (Haloxylon persicum), il saxaul nero (H. ammodendron), il Calligonum spp., la Salsola spp., l'Ephedra strobilacea, l'acacia delle sabbie (Ammodendron karelinii), l'Eremosparton, la Stipagrostis pennata, la Stipagrostis karelinii, l'arenaria (Carex arenaria), il forasacco dei tetti (Bromus tectorum), l'Eminium lehmannii, il papavero pavonino (Papaver pavoninum), la Dorema ammoniacum, la Cistanche flava, il Rheum turkestanicum e la candela del deserto (Caulanthus inflatus).

## Fauna
La fauna della riserva è estremamente varia. Vivono qui più di 1000 specie di insetti, compresi coleotteri, farfalle, falene, emitteri e formiche. I rettili sono presenti con 13 specie di lucertole (Phrynocephalus spp., Agama spp., Eremias spp., Gekkonidae, Varanus spp.) e otto di serpenti (Echis spp., Psammophis spp., Eryx spp., Coluber spp.). Ricordiamo inoltre la testuggine Testudo horsfieldii.
Delle 196 specie di uccelli della riserva, circa 30 nidificano qui e 12 sono stanziali. Tra le specie stanziali ricordiamo la ghiandaia terragnola del Turkestan (Podoces panderi), il passero del deserto (Passer simplex), il passero del saxaul (Passer ammodendri), la cinciallegra (Parus major), qui presente con la sottospecie endemica bokharensis, la civetta comune (Athene noctua), il picchio alibianche (Dendrocopos leucopterus) e il corvo imperiale collobruno (Corvus ruficollis).
Vi sono 20 specie di mammiferi, quasi tutte di roditori: il grande gerbillo (Rhombomys opimus), il merione del Mezzogiorno (Meriones meridianus), il citello dai lunghi artigli (Spermophilopsis leptodactylus), il gerboa dalle dita a pettine (Paradipus ctenodactylus) e il gerboa dai piedi rugosi (Dipus sagitta). Altri mammiferi comuni sono la lepre di Tolai (Lepus tolai), il riccio dalle orecchie lunghe (Hemiechinus auritus), il toporagno bianco e nero (Diplomesodon pulchellum), la donnola (Mustela nivalis), la puzzola marmorizzata (Vormela peregusna), il gatto selvatico (Felis silvestris), il gatto delle sabbie (Felis margarita), il caracal (Caracal caracal) e la gazzella gozzuta (Gazella subgutturosa).